# Hall in Tirol
Hall in Tirol (1938-1975 Solbad Hall) – miasto w zachodniej Austrii, w kraju związkowym Tyrol, w powiecie Innsbruck-Land. Leży nad rzeką Inn, na wschód od Innsbrucka. Liczy 13587 mieszkańców (1 stycznia 2015). 
W mieście znajduje się stacja kolejowa Hall in Tirol i Hall-Thaur.

## Osoby

### urodzone w Hall in Tirol
- Andreas Felder, skoczek narciarski

## Zabytki
- Kościół pw. św. Mikołaja (St. Nikolaus) z barokowym wyposażeniem
- ratusz
- Kościół pw. Wszystkich Świętych (Allerheiligen)

## Współpraca
Miejscowości partnerskie:
- Iserlohn, Niemcy
- Sommacampagna, Włochy
- Winterthur, Szwajcaria

## Galeria

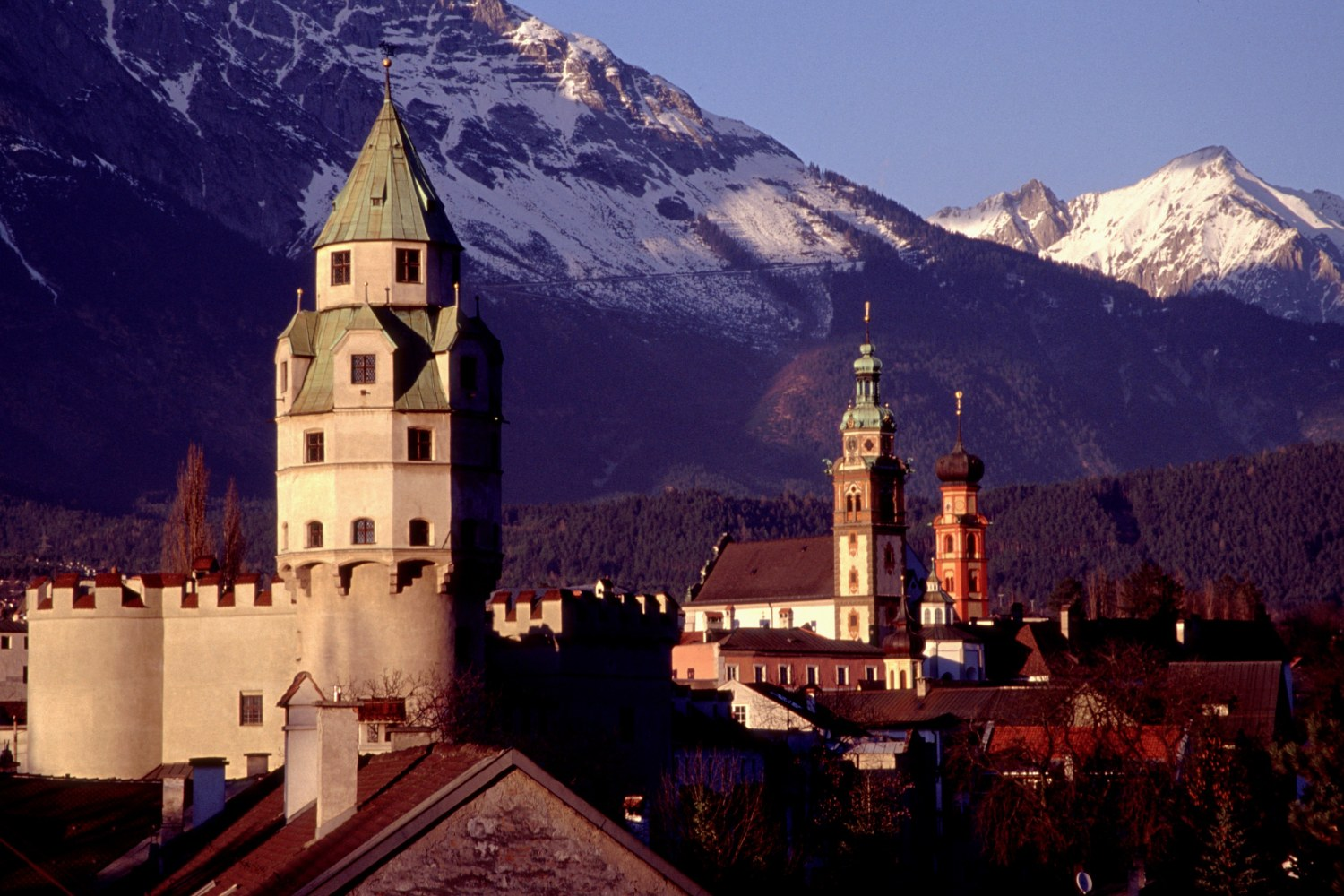
Panorama miasta
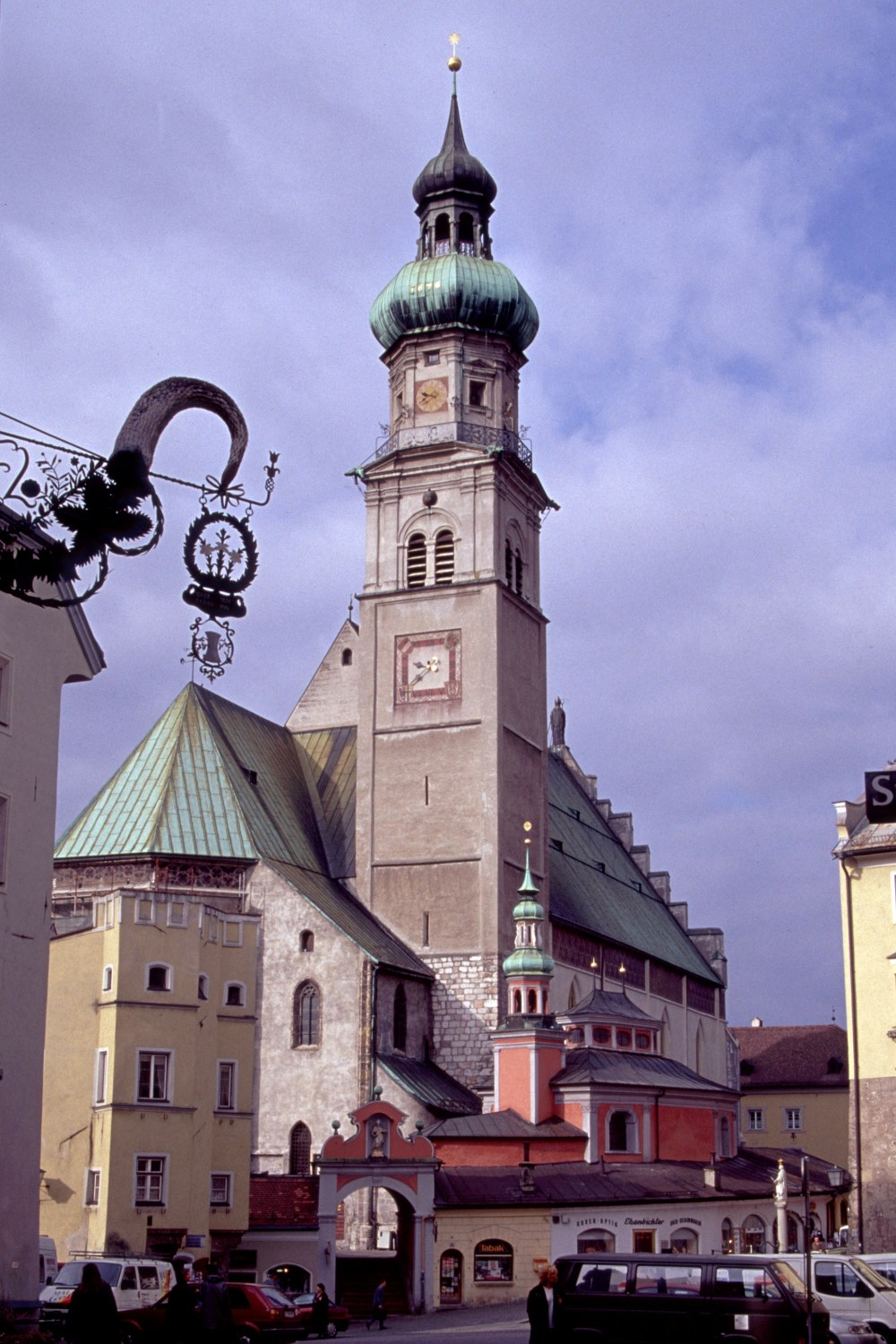
Kościół św. Mikołaja (St. Nikolaus)
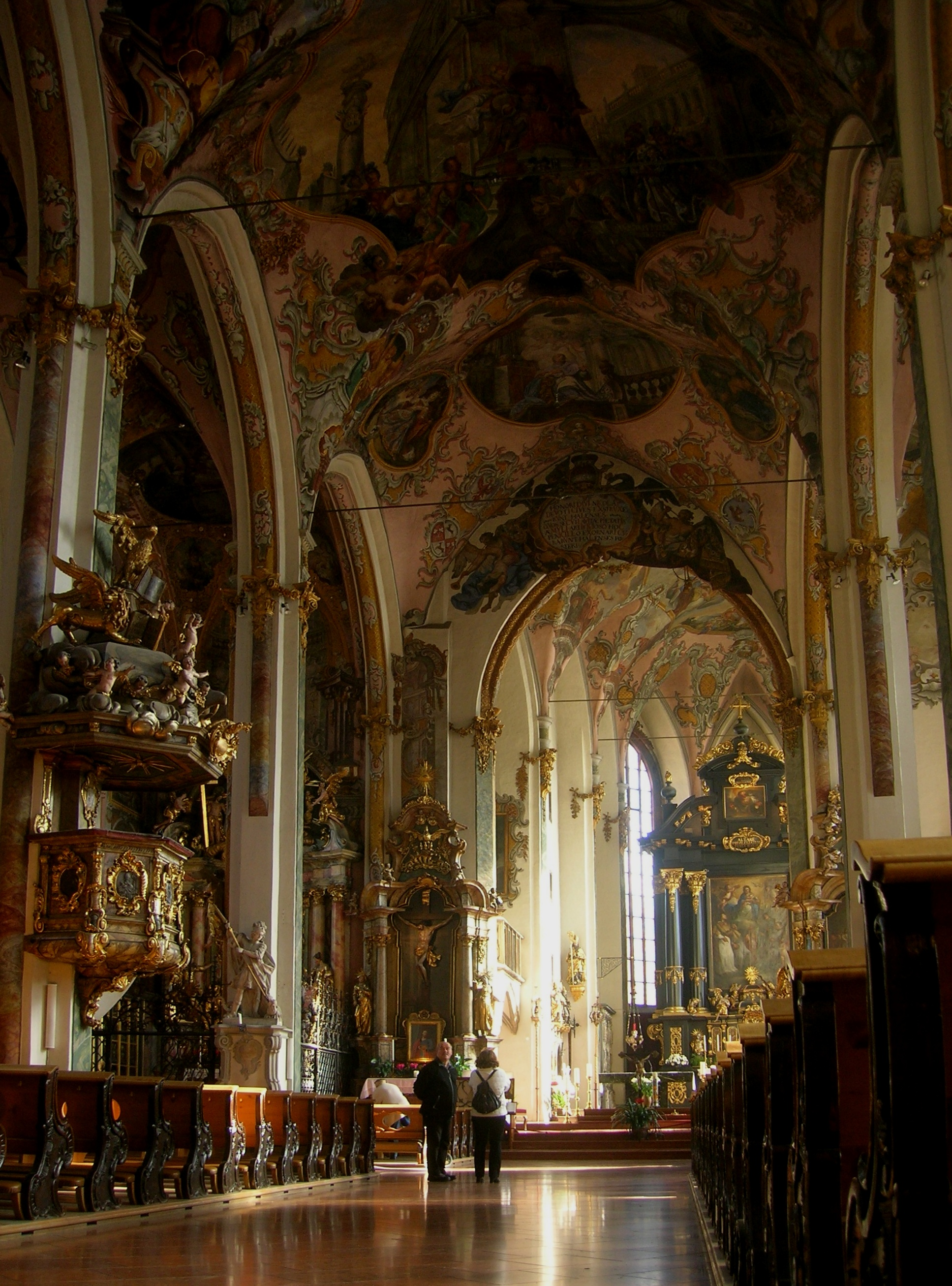
Kościół św. Mikołaja (St. Nikolaus)